# 초겨울의 따뜻한 날씨
초겨울의 따뜻한 날씨(코하루비요리)!(こはるびより)는 미즈키 타케히토가 그린 동명 만화이자, 그 만화를 원작으로 하는 OVA이다. 만화는 미디어웍스(富士見書房)의 잡지 '전격 모에왕(電擊萌王)'를 통해 연재하였다. 또한 애니로는 2008년부터 한 화당 3개의 에피소드로 구성되어, 총3화의 OVA로 제작ㆍ발표되었고, 발매일에 앞서 AT-X를 통해 선행방송이 이뤄졌다
인간과 겉모습으로는 전혀 다를 게 없는 '메이드 로봇'이 상용화된 시기를 배경으로, 어엿한 메이드가 되고자 하는 메이드 로봇 '유이'와 그녀를 메이드라기 보단 자신의 장난감처럼 여기는 오타쿠 주인인 '무라세 타카야'를 주인공으로 그려가는 러브코미디 작품이다. 이 작품엔 '메이드', '로봇' 이외에도 '코스프레', '유부녀', 무녀, '로리콘' 등 일본에서 흔히 볼 수 있는 인기코드들을 작품 속에서 여기저기 배치해 시선을 끄는 게 특징이다.

## 줄거리
'메이드 로봇'이 상용화된 어느 시대, 무라세 타카야는 메이드 로봇을 구입하러 '메이드 웍스'라는 메이드 로봇 판매점에 갔다가, 노란색 트윈테일 머리를 한 어떤 메이드 로봇에게 어떤 느낌을 받아 그 메이드 로봇을 구입하게 된다...
타카야의 집으로 온 그 메이드 로봇은 타카야로부터 '유이'라는 이름을 받게 되고, 유이는 타카야를 주인으로 맞이하게 된다. 메이드로서 주인님을 보필하려고 결심한 유이였지만, 정작 주인인 타카야는 심각한 오타쿠에다가 피규어 및 인형 마니아로, 자신을 옷 갈아입히는 인형 정도로밖에 여기고 있지 않은 모양이다.
주인인 타카야가 자신을 예뻐하는 것은 좋지만, 그래선 자신이 가지고 있는'메이드로서의 본분'이 위태롭게 된다고 여긴 유이는 그를 보다 훌륭한 주인님으로 만들고자 노력을 하는데....

## 등장 인물
- 설명은 애니 내용 및 인터넷에 떠도는 내용들을 기반으로 저술됨...

유이(ゆい)
성우 - 키타무라 에리
타카야에게 선택받아 타카야 집으로 온, MW(Maid Works)社의 미소녀 메이드 로봇. 메이드로서 주인을 보필하러 왔지만, 주인인 타카야로부터 옷 갈아입는 인형 취급을 받게 된다. 그리하여 그녀는 메이드로서의 본분을 위해, 타카야를 '훌륭한 주인'으로 만들고자 노력한다. 겉보기와 달리 의외로 독설가이지만, 악의가 있는 건 아니다.
MW社에서 가장 빨리 팔린 모델이다 보니, 동료 로봇인 쿠온으로부터 질투를 받는다. 또한 처음엔 타카야가 자신을 인형 취급하고 옷 갈아입히는 걸 싫어해 반항했으나, 나중엔 타케야가 만들어 준 옷들을 모두 보관하고 옷 갈아입히는 것도 그냥 체념한 듯 받아들이게 된다. 그리고 타케야를 주인 이상으로 호감을 가지고 있는 듯 하다.
가끔 알바로 까페 'Cowbeya'의 웨이트리스 일을 해주곤 한다.
무라세 타카야(村瀨 貴也)
성우 -콘도 타카유키
유이의 주인으로, 인형과 피규어를 좋아하는 지극히 평범한 오타쿠. 유이에게서 어떤 느낌을 받아 그녀를 구입하게 된다. 보기와 달리, 요리와 바느질에 재능이 있으며 유이에게 입히는 옷들도 직접 자기가 만들기도 한다. 유이에게 매일 옷을 입혀 보는 것을 낙으로 살고 있다. 하지만, 그녀를 단순하게 인형 및 로봇으로만 생각하는 것이 아닌, 그 이상으로 생각하고 아껴주고 있는 듯 하다.
스미토모 미노리(住友 みのり)
성우 - 아케사카 사토미
아버지가 경영하는 까페 'Cowbeya'의 간판웨이트리스. 신분은 정확하지 않으나 대학생으로 추측됨. 마니아인 아버지에게 길들어져 있는지, 아니면 성격이 밝은 것인지는 모르나, 아버지의 취미가 듬뿍 담긴 웨이트리스 옷을 입어도 아무런 불만이 없는 듯 하다. 타카야를 좋아하고 있지만 좀처럼 진전이 되지 않고 있다.
가슴이 크다는 이유로, 미도 자매로부터 질투를 받곤 한다.
스미토모 테츠시(住友 哲志)
성우 - 미야케 켄타
까페 'Cowbeya'의 점장이자, 미노리의 아버지. 타카야와 버금갈 정도의 마니아적인 취미를 가졌으며, 어렸을 때부터 마니아적인 느낌이 담긴 제복을 갖춘 가게를 갖는 것이 꿈이었다고 한다. 취미와 성향이 비슷하다 보니 두 사람은 죽이 잘 맞는다.
MW점장
성우 - 미야케 카야
커스텀 메이드 로봇 전문점인 'Maid workd(MW)'의 점장으로, 유이와 쿠온을 설계한 장본인. 머리를 풀고 안경을 벗으면, 같이 사는 쿠온조차도 못 알아볼 정도로 이미지 변신을 한다.
하기와라 아유미(萩原 步美)
성우 - 이구치 유카
타카야 일행이 공원에서 만난 어린 소녀. 타카야를 잘 따르지만, 엄마인 카나에가 응석을 다 받아주며 키웠기 때문에조금은 제멋대로인 경향이 있다.
하기와라 카나에(萩原 香苗)
성우 - 유즈키 료카
아유미의 엄마로 지금은 남편과 사별한 상태. 미망인에 아이가 있지만, 글래머한 몸매를 가지고 있다. 그래도 나이엔 조금은 민감하게 반응한다.
미도 란(御堂 蘭)
성우 - 야하기 사유리
인근에 위치한 신사의 무녀 자매 중 여동생. 보통 '저쪽 세계의 친구'라 부르고 있는 거대한 마물(대개 문어)을 소환할 수 있다.
미도 스미레(御堂 董)
성우 - 하야미 사오리
란의 언니로, 가슴이 작은 게 고민이기 때문에, 란과 함께 미노리의 큰 가슴을 질투하고 노리고 있다.
쿠온(久遠)
성우 - 코시미즈 아미
MW제 메이드 로봇. 성능은 매우 우수하지만 모종의 이유(점장이 너무 예쁘게 만들어서 남한테 팔기 싫어 손님 앞에 내놓지 않았음)로 계속 팔리지 않아 성격이 조금 비뚤어져 있다. 현재는 MW社에서 점장이랑 같이 거주중.
사쿠야(さくや)
성우 - 시미즈 아이
MW社의 경쟁 회사인 MP社에서 제작한 시제품 메이드 로봇. 과거엔 타카야가 만든 커스텀마이즈 피규어였는데, 그 피규어 안에는 MP社가 제작한 특수한 마이크로칩이 내장되어 있어서 구입자인 타카야의 애착이 반영되어 인격이 형성되었다고 한다. 그러다 유이에 의해 버려졌으나, 나중엔 MP社에 의해 등신대 사이즈의 메이드 로봇으로 타카야 앞으로 나타난다.

## 주제곡
오프닝 - <에이프런만은 빼앗지 마세요!(エプロンだけは取らないで!)>
작사 - 쿠마노 키요리 /작곡ㆍ편곡 - 와타나베 타케시
노래 - 키타무라 에리
엔딩 - <Love song일지도 몰라(ラブソングかもしれない)>
작사 - 쿠마노 키요리 /작곡ㆍ편곡 - 와타나베 타케시
노래 - 키타무라 에리, 아케사카 사토미
최종화 엔딩 - <자, 따뜻합니다(ほら, あったかなんです)>
작사 - 쿠마노 키요리 /작곡ㆍ편곡 - 와타나베 타케시
노래 - 키타무라 에리